# Mulinum echegarayi
Mulinum echegarayi là một loài thực vật có hoa trong họ Hoa tán. Loài này được Hieron. mô tả khoa học đầu tiên.